# Lycaena postdisconulla
Lycaena postdisconulla är en fjärilsart som beskrevs av Barend J. Lempke 1954. Lycaena postdisconulla ingår i släktet Lycaena och familjen juvelvingar. Inga underarter finns listade i Catalogue of Life.